# ديفيد كارسون (لاعب كرة قدم)
ديفيد كارسون (بالإنجليزية: David Carson) هو لاعب كرة قدم بريطاني، ولد في 1995. لعب مع بلاكبيرن روفرز.